# Sparkasse Aschaffenburg Miltenberg
Die Sparkasse Aschaffenburg Miltenberg ist ein öffentlich-rechtliches Kreditinstitut mit Sitz in Aschaffenburg und Miltenberg in Bayern. Die Sparkasse Aschaffenburg Miltenberg entstand mit Wirkung zum 1. April 2024 durch Vereinigung der Sparkasse Miltenberg-Obernburg mit der Sparkasse Aschaffenburg-Alzenau.

## Organisationsstruktur
Die Sparkasse Aschaffenburg Miltenberg ist eine Anstalt des öffentlichen Rechts. Träger ist der Zweckverband Sparkasse Aschaffenburg Miltenberg, an dem der Landkreis Aschaffenburg mit 42,42 %, der Landkreis Miltenberg mit 29,30 % und die Stadt Aschaffenburg mit 28,28 % beteiligt ist.
Rechtsgrundlagen sind das Sparkassengesetz, die bayerische Sparkassenordnung und die durch den Träger der Sparkasse erlassene Satzung. Organe der Sparkasse sind der Vorstand und der Verwaltungsrat.
Die Sparkasse ist Marktführer am bayerischen Untermain und zählt zu großen Arbeitgebern der Region. Die Marktbereiche verfügen über persönliche Kundenberater für Privatkunden und für Firmenkunden, die auf andere Experten bei speziellem Beratungs- oder Vermittlungsbedarf zurückgreifen können.

## Geschäftsausrichtung
Die Sparkasse Aschaffenburg Miltenberg betreibt als Sparkasse das Universalbankgeschäft. 

## Geschichte

### Sparkasse Aschaffenburg-Alzenau
Die „Städtische Sparkasse Aschaffenburg“ wurde am 24. September 1836 ins Leben gerufen. Der Saal, in dem jetzt Sitzungen der Stadt Aschaffenburg stattfinden, diente zur Abwicklung ihrer zunächst bescheidenen Einlagengeschäfte. Denn nur der unteren Bevölkerungsschicht sollte die Gelegenheit gegeben werden, ihr Erspartes sicher und verzinslich anzulegen. Für das Schaffen dieser Institution setzte sich Bürgermeister Adalbert von Herrlein ein. Nach einem Jahr, am 30. September 1837 legte die Sparkasse ihren ersten Abschluss vor und verzeichnete darin zusammengekommene Sparguthaben von insgesamt 4.558 Gulden und 57 ¼ Kreuzer. In der Stadt Alzenau wurde am 10. August 1839 in der regionalen Nachbarschaft die Distriktsparkasse auf Drängen der bayerischen Regierung errichtet. Geld bei ihr einlegen durften nur Minderjährige, Dienstboten, Lehrlinge, Handwerksgesellen, Taglöhner, Fabrikarbeiter und Soldaten bis zum Rang eines Unteroffiziers.

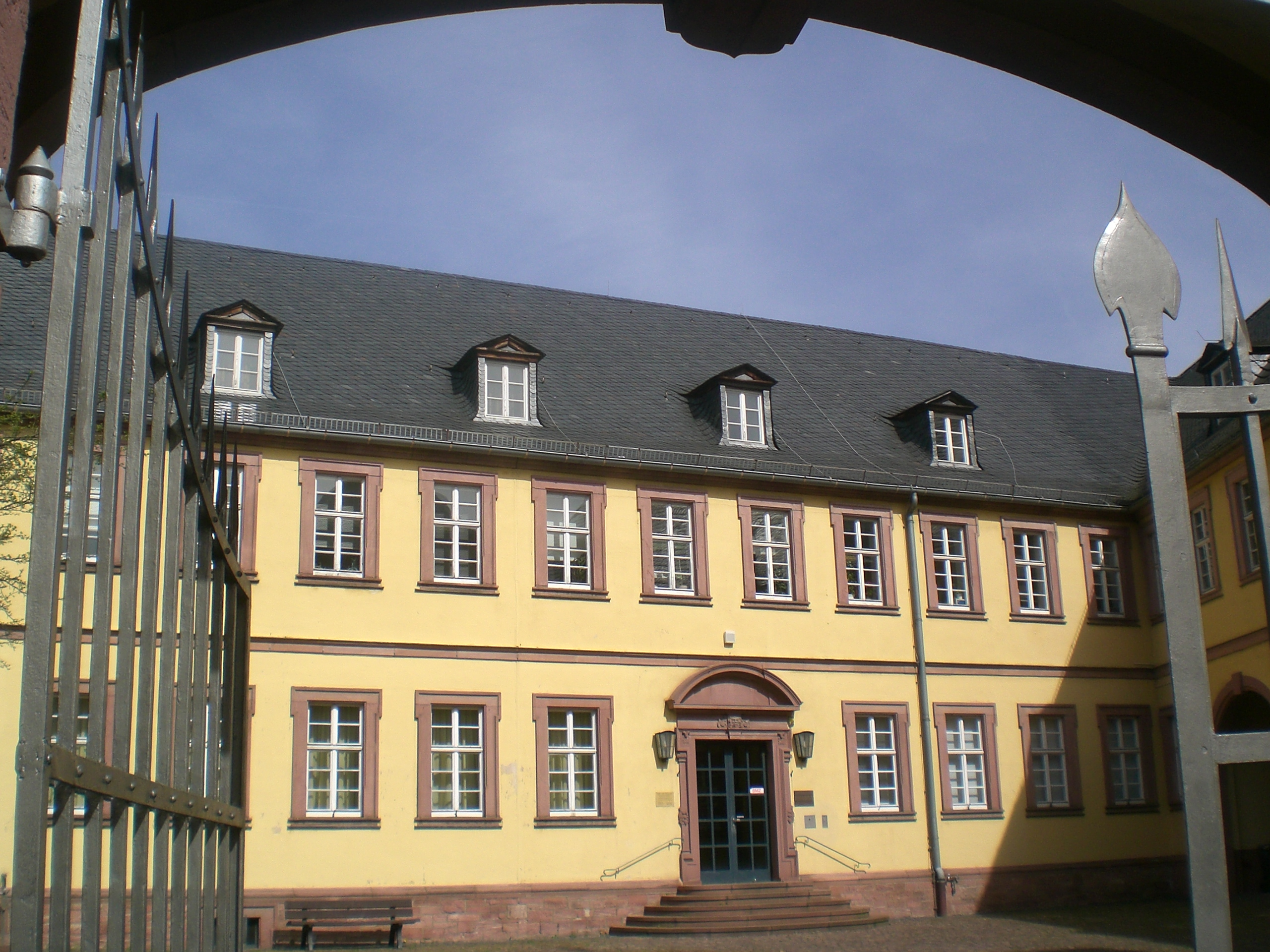
Schönborner Hof, zeitweise Sitz der Städtischen Sparkasse

Der stete Aufwärtstrend der Anfangsjahre wurde bei der städtischen Institution in der Deutschen Revolution 1848/49 unterbrochen, als verunsicherte Sparer ihre Guthaben zurückforderten. Die Spareinlagen sanken in dieser Zeit etwa um ein Drittel auf rund 20.000 Gulden. Im Jahr 1903 erhielten Kunden die ersten Sparkassenbücher ausgestellt. Zehn Jahre später bezog die Städtische Sparkasse Räume im Schönborner Hof. Ein weiterer Umzug war im Jahr 1929 nötig, diesmal in ihr eigenes Sparkassengebäude in der Friedrichstraße. Im Jahr 1936 wurde die Sparkasse Aschaffenburg als eine von reichsweit insgesamt nur zwei Sparkassen zur Arisierung jüdischen Vermögens eingeschaltet. Ihr Sparkassendirektor erhielt den Auftrag, die Liquidation des örtlichen Bankhauses Rosenberg vorzunehmen. Der jüdische Inhaber, Privatbankier Arnold Rosenberg, war von der Gestapo unter dem Vorwurf von Steuerhinterziehung und Devisenvergehen in Untersuchungshaft genommen worden. Die aus der Liquidation der Bank erlangten Erlöse waren den staatlichen Behörden zu überlassen.
Am 2. Januar 1938 eröffnete die Städtische Sparkasse in Damm ihre erste Zweigstelle. Nach dem Zweiten Weltkrieg ging die Geschäftsentwicklung zäh voran. Ende 1946 standen auf 37.279 Konten Gesamteinlagen von 67 Millionen Reichsmark in den Büchern. Im Jahr 1961 schlossen sich die Städtische Sparkasse und die Kreissparkasse Aschaffenburg zur Stadt- und Kreissparkasse Aschaffenburg zusammen. Die 75 Millionen Spareinlagen des vereinigten Instituts waren zur damaligen Zeit eine beachtliche Größe und bildeten einen soliden Grundstock, um mit den Mitteln die heimische Wirtschaft und anderer Kreditkunden weiter zu finanzieren. 1966 hielt die elektronische Datenverarbeitung Einzug bei der damaligen Stadt- und Kreissparkasse. Am 1. Juni 1975 gab es die nächste Fusion zu bewältigen. Ursache war die Gebietsreform in Bayern. Der Landkreis Alzenau in Unterfranken wurde mit dem Landkreis Aschaffenburg zusammengelegt. Die Kreissparkasse Alzenau fusionierte deshalb mit der Stadt- und Kreissparkasse Aschaffenburg zur bestehenden Sparkasse Aschaffenburg-Alzenau. Gewährträger wurde der „Zweckverband Sparkasse Aschaffenburg-Alzenau“, dem Landkreis und Stadt Aschaffenburg angehören.
Im Jahr 1980 wurde vom größer gewordenen Kreditinstitut der Hauptstellenneubau in der Friedrichstraße eingeweiht und die Räumlichkeiten in Betrieb genommen. In ihrem 1. Obergeschoss ist seit 2001 ein neues Finanzcenter eingerichtet, das mit zeitgemäßen Anforderungen an einen Bankbetrieb harmoniert. Die Sparkasse hat im Jahr 2010 mit dem regionalen Energieversorger „AVG-Spessartwärme“ ein Bürgerbeteiligungsmodell entwickelt. Die von ihren Kunden durch Erwerb von Kapitalbriefen aufgebrachten Mittel wurden in eine Biogasanlage in Aschaffenburg investiert. Sie sind inzwischen durch „Energie-Sparkassenbriefe“ abgelöst, deren Mittel gezielt in Finanzierungen von Maßnahmen oder Objekten wandern, die der Energieeinsparung dienen.

### Sparkasse Miltenberg-Obernburg
Die Sparkasse Miltenberg-Obernburg entstand durch die Fusion der Kreissparkasse Obernburg-Klingenberg mit der Kreissparkasse Miltenberg-Amorbach zum 1. Januar 1988. Vorstandsvorsitzender wurde Hans-Michael Heitmüller, der zuvor die Kreissparkasse Obernburg-Klingenberg geführt hatte.
Die Kreissparkasse Miltenberg-Amorbach entstand 1928 aus dem Zusammenschluss der Distriktsparkasse Amorbach (gegründet 1836) und der Distriktsparkasse Miltenberg (gegründet 1838). Die Kreissparkasse Obernburg-Klingenberg war 1955 aus der Distriktsparkasse Obernburg (gegründet 1839) und der Distriktsparkasse Klingenberg (gegründet 1841) entstanden.

## Sparkassen-Finanzgruppe
Die Sparkasse Aschaffenburg Miltenberg ist Teil der Sparkassen-Finanzgruppe und gehört damit auch ihrem Haftungsverbund an. Er sichert den Bestand der Institute und sorgt dafür, dass sie auch im Fall der Insolvenz einzelner Sparkassen alle Verbindlichkeiten erfüllen können. Die Sparkasse vermittelt Bausparverträge der regionalen Landesbausparkasse, offene Investmentfonds der Deka und Versicherungen der Versicherungskammer Bayern. Im Bereich des Leasing arbeitet die Sparkasse Aschaffenburg Miltenberg mit der  Deutschen Leasing zusammen. Die Funktion der Sparkassenzentralbank nimmt die BayernLB wahr.

## Engagement für das Gemeinwohl
Im Jahr 2008 wurde von der Stadt Aschaffenburg und der Sparkasse Aschaffenburg-Alzenau eine Bürgerstiftung ins Leben gerufen, die die Sparkasse verwaltet. Ihr Zweck erstreckt sich auf die Förderung gemeinnütziger Anliegen im Bereich Soziales, Bildung, Kultur und Sport. Die Bürgerstiftungen der Stadt und des Landkreises hat die Sparkasse mit dem Aufbringen des Kapitals von 100.000 Euro unterstützt.
Die Sparkasse Miltenberg-Obernburg gründete 1989 die „Gemeinnützige Stiftung der Sparkasse Miltenberg-Obernburg für den Landkreis Miltenberg“ und im Jahr 2004 die „Kulturstiftung der Sparkasse Miltenberg-Obernburg für den Landkreis Miltenberg“. Die mit 1,1 Mio. Euro bzw. 1,05 Mio. Euro dotierten Stiftungen fördern vorrangig Sport, kulturelle Zwecke sowie Natur- und Umweltschutz im Landkreis Miltenberg.